# Луцький поліський гостинець
Луцький поліський гостинець — історична дорога на Волині.
Уперше згадується у фундушному записі грамоти 1322 року луцького і володимирського князя Любарта-Дмитра Ґедиміновича.
У XVI–XVIII століттях цим шляхом на волинське Полісся, Білорусь та Литву возили, зокрема, галицьку сіль з «жуп руських» (див. Жупа).
Дорога йшла з Луцька у північному напрямку Колківським гостинцем через Теремно (нині село в межах сучасного м. Луцьк), Тростянець (нині село Луцького району), Ситницю (нині село) до містечка Колки (нині селище міського типу) й далі через Чорторийськ (нині с. Старий Чорторийськ), Черногородок (Чернчегородок, нині с. Городок) до Червища (нині с. Нові Червища). Тут сходилися шляхи, які вели з Поділля і Волині. Звідси дорога вела на Любешів, Люб'язь (нині село; усі Камінь-Каширського району; усі Волинська область), углиб Полісся до оз. Нобель (у Вараському районі Рівненської області) і м. Пінськ (нині місто Берестейської області, Білорусь) на р. Прип'ять (притока Дніпра) і далі на Вільно (нині м. Вільнюс, Литва).

## Джерело
- Стаття В. В. Пришляк Луцький поліський гостинець в електронній Енциклопедії історії України [Архівовано 27 березня 2013 у Wayback Machine.]